# IC 5274
IC 5274 је лентикуларна галаксија у сазвјежђу Пегаз која се налази на листи објеката дубоког неба у Индекс каталогу.
Деклинација објекта је + 18° 55' 9" а ректасцензија 22h 58m 27,6s. Привидна величина (магнитуда) објекта IC 5274 износи 13,9 а фотографска магнитуда 14,9. IC 5274 је још познат и под ознакама UGC 12275, CGCG 453-34, NPM1G +18.0575, PGC 70149.